# ناحية مزيرعة
ناحية مزيرعة إحدى نواحي سوريا تتبع إداريّاً لمحافظة اللاذقية منطقة الحفة ومركزها بلدة مزيرعة، بلغ تعداد سكان الناحية 13,908 نسمة حسب التعداد السكاني لعام 2004.

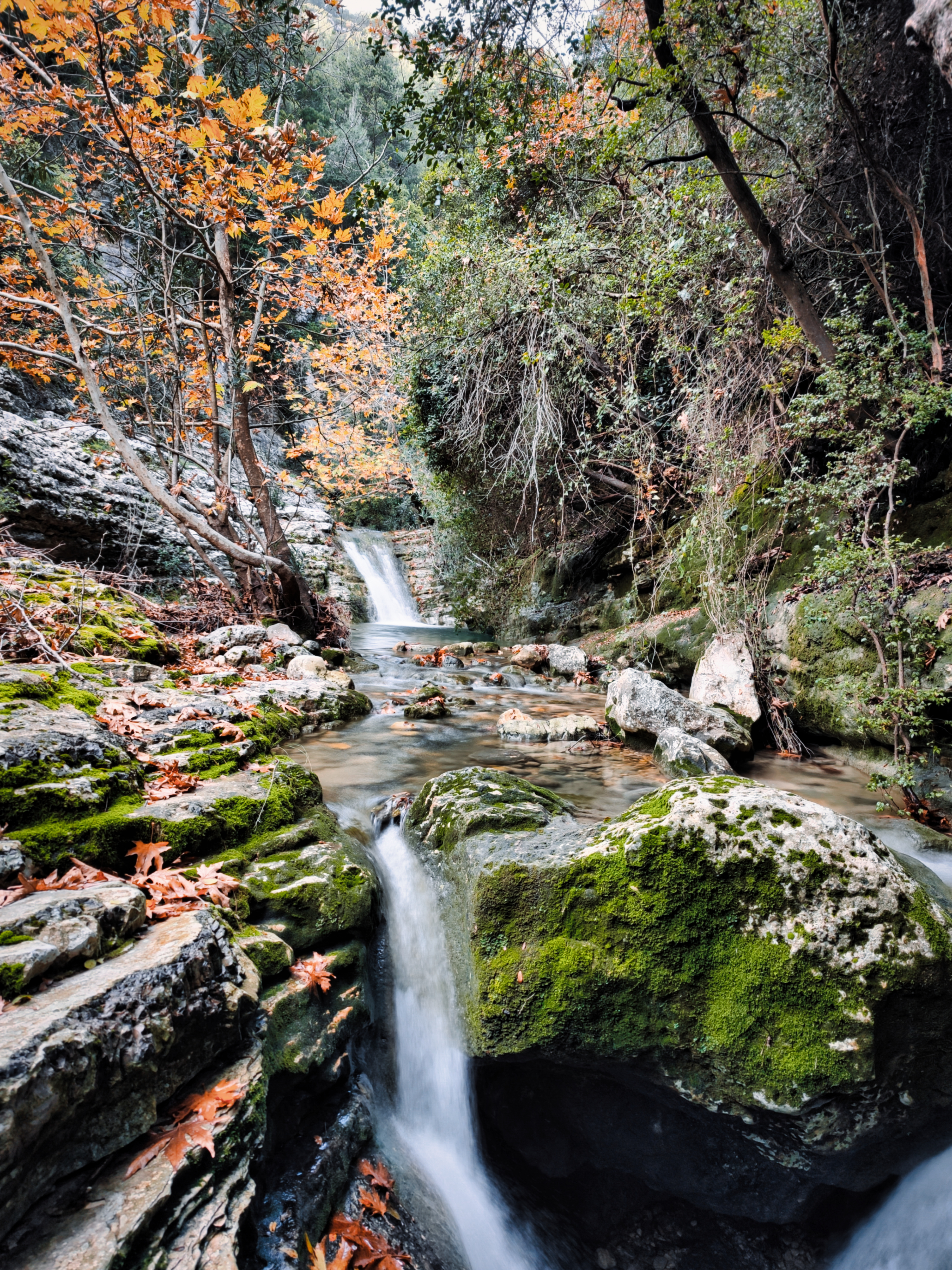
وادي الجروف في منطقة المزيرعة، يظهر جمال الطبيعة في المنطقة

## بلدات وقرى ناحية مزيرعة
بيت جيرو، دير ماما، الدرباشية، ديفة، دوير الشلف، حطين (أمبراتو)، جنجانية، كرم المعصرة، كيمين، الليسونية، مرديدو، المصلا، مصيص، مليو، المشيرفة، مزيرعة، القاقعية، قويقة، الرامة، الروضة (طرجانو)، الرجم، الرويمية، رويسة هليل، السراج، ياسمين (ياسنس)، الزهراء (بطرنس، زنبورة، الشبل.